# Savages FC Pietermaritzburg
Savages FC Pietermaritzburg – południowoafrykański klub piłkarski, mający swoją siedzibę w mieście Pietermaritzburg na wschodzie kraju. Jest najstarszym klubem w Republice Południowej Afryki i członkiem Club of Pioneers.

## Historia
Chronologia nazw:
- 1882: Savages FC Pietermaritzburg

Klub piłkarski Savages FC Pietermaritzburg został założony w miejscowości Pietermaritzburg 26 sierpnia 1882 roku. W 1882 roku w brytyjskiej kolonii Natalu powstała Natal Football Association i wkrótce zorganizowano ligę, składającej się z czterech klubów - Savages FC Pietermaritzburg, Natal Wasps, Durban Alpha i Umgeni Stars, która startowała w 1883 roku. W 1887 klub dotarł do rundy drugiej Challenge Cup del Natal, a w 1892 osiągnął swój największy sukces zdobywając Challenge Cup, czyli Puchar Kolonii. 31 maja 1910 powstał Związek Południowej Afryki. W 1911 została prowadzona ostatnia edycja Challenge Cup del Natal, a potem klub grał tylko w lokalnych turniejach. Dopiero w 1959 zostały organizowane rozgrywki piłkarskie na poziomie ogólnokrajowym (National Football League), jednak klub nie występował w rozgrywkach na najwyższym poziomie, grając jedynie w lokalnej lidze prowincjalnej.
Klub był członkiem Maritzburg District Football Association (MDFA), stowarzyszonej z Natal Football Association (NFA) w najnowszej historii aż do upadku NFA w 1993 roku, kiedy cała amatorska piłka nożna w prowincji Natal została włączona do Południowoafrykańskiego Związku Piłki Nożnej (SAFA). Od 1993 roku MDFA jest stowarzyszona z SAFA Natal Midlands Football Association (NMFA).
W 1982 i 1994 zdobył Natal Province Challenge Cup, a w 1993 zwyciężył w Natal Premier League.

## Sukcesy

### Trofea międzynarodowe
Nie uczestniczył w rozgrywkach afrykańskich (stan na 31-05-2017).

### Trofea krajowe
| \| \| Zdobyte trofea w rozgrywkach Południowej Afryki (stan na: 31-05-2017) \| |                                                                       |      |          |
| Rozgrywki                                                                      | Osiągnięcie                                                           | Razy | Sezon(y) |
| Mistrzostwo                                                                    | I miejsce                                                             | 0    |          |
| Mistrzostwo                                                                    | II miejsce                                                            | 0    |          |
| Mistrzostwo                                                                    | III miejsce                                                           | 0    |          |
| Puchar                                                                         | zdobywca                                                              | 0    |          |
| Puchar                                                                         | finalista                                                             | 0    |          |
| Południowa Afryka                                                              | Zdobyte trofea w rozgrywkach Południowej Afryki (stan na: 31-05-2017) |      |          |

- Natal Challenge Cup:
  - zdobywca (1x): 1897

- Natal Premier League:
  - mistrz (1x): 1993

- Natal Province Challenge Cup:
  - zdobywca (2x): 1982, 1994

## Stadion
Klub rozgrywa swoje mecze domowe na stadionie Harry Gwala Stadium w Pietermaritzburg, który może pomieścić 22000 widzów.